# 最後一役 (書籍)
最後一役（英語：The Last Battle）描繪了柏林戰役，1966年由考李留斯·雷恩於出版，並由出版商西蒙與舒斯特發行。
本書基於史實，並藉由採訪數百位實際經歷過戰役的人來完善內容，其中包含了美軍、英軍、蘇軍、徳軍及柏林市民。作者雷恩也罕見地獲得了翻閱蘇聯官方戰爭檔案及採訪戰役中的蘇軍指揮官的權限，而這些在當時都是極難達成的事。1966年3月本書同步發行於英國、法國、荷蘭、西德、義大利、西班牙、葡萄牙、丹麥、挪威、瑞典及芬蘭。

## 後續
本書出版時即造成轟動，並揭露了德國在戰爭末期截獲了屬於盟軍最高機密的「日蝕計畫」，該計畫包含了盟軍如何佔領及分割德國的領土，由於該計畫為德國所發現而使德軍繼續強硬抵抗並延長了戰爭結束的時間。
本書也因引用了美國第九軍團的指揮官辛普森中將的一段評論而受到關注，他認為只要他的軍隊不在1945年4月15日時停於易北河前，則他們可以搶先蘇軍攻佔柏林。
蘇聯共產黨的機關報《真理報》指控雷恩試圖透過對柏林戰役的描寫來抹黑紅軍。
在雷恩過世後，被揭露出他本人曾於1970年9月寫信給史蒂芬·安布羅斯的出版商道布爾戴出版社，指控他們在艾森豪總統的傳記The Supreme Commander: the War Years of General Dwight D. Eisenhower中有兩份來自本書的引用未明確標示來源而涉及抄襲。
1968年，米高梅電影公司計畫了一部由美蘇聯合拍攝的電影，然而最終由於該公司的財務問題而未能開拍。